# NGC 7457
NGC 7457 é uma galáxia elíptica (E-S0) localizada na direcção da constelação de Pegasus. Possui uma declinação de +30° 08' 41" e uma ascensão recta de 23 horas, 00 minutos e 59,8 segundos.
A galáxia NGC 7457 foi descoberta em 12 de Setembro de 1784 por William Herschel.